# ریشه‌بینی
ریشه‌بینی (نام علمی: Captorhinus) نام یک سرده از تیره ریشه‌بینیان است.
ریشه‌بینی خزنده‌ای ابتدایی با دندان‌هایی له‌کننده بود؛ دندان‌هایی که پیوسته جایگزین می‌شدند. شکل جمجمه‌ی ریشه‌بینی به جمجمه‌ی مارمولک‌های امروزی بی‌شباهت نبود و از نظر شکل بدن هم به آن‌ها شباهت داشت. این جانور احتمالاً همه‌چیز‌خوار بود و هم جانوران کوچک را می‌خورد، هم می‌توانست برگ‌های گیاهان را بجود یا ترکه‌هایشان را خرد کند. تقریباً تردیدی نیست که ریشه‌بینی‌های متأخرتر پرمین پسین گیاه‌خوار بودند.

## نگارخانه

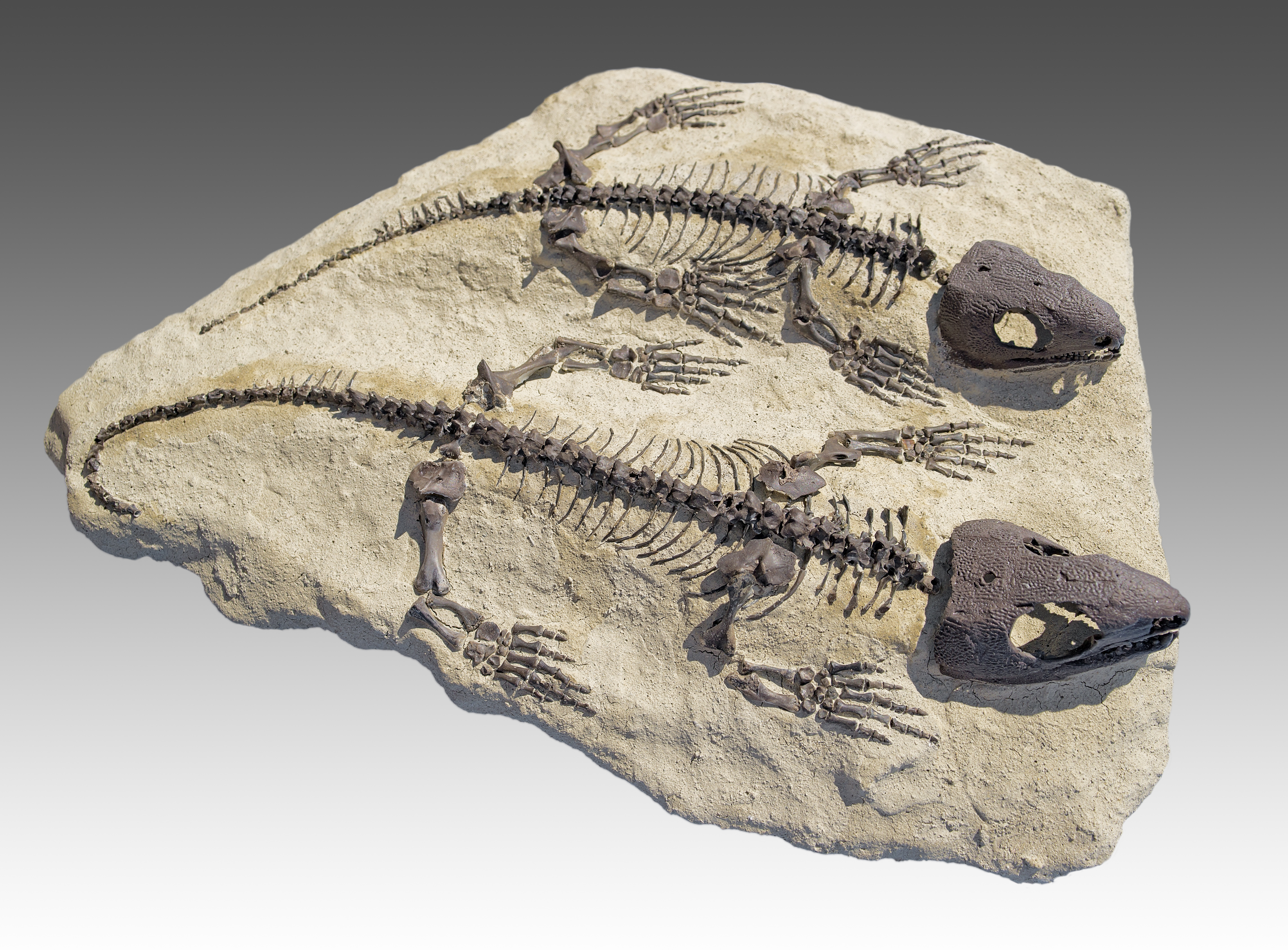
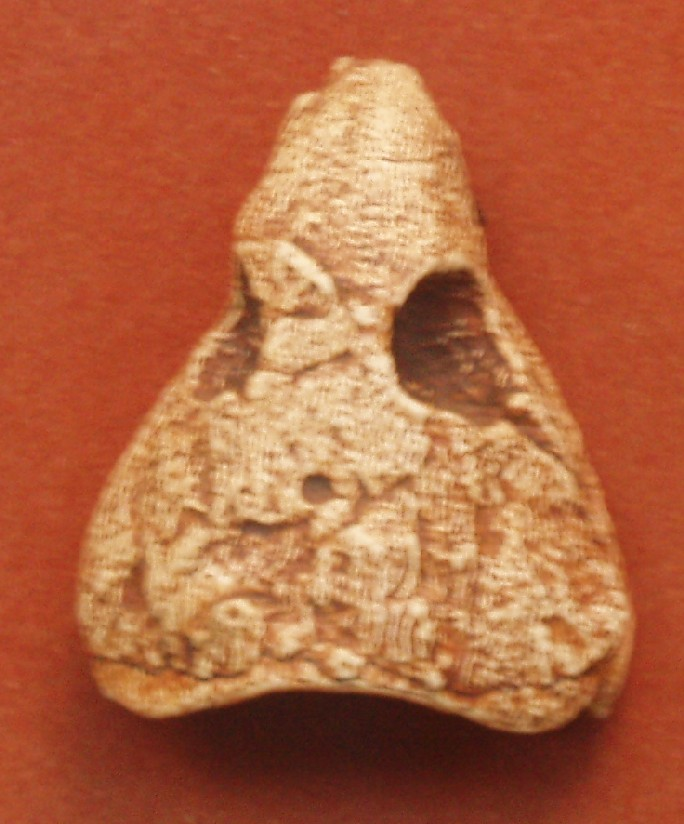